# Super Mario RPG: Legend of the Seven Stars
Super Mario RPG (jap. スーパーマリオRPG Super Mario RPG) – komputerowa gra fabularna wyprodukowana przez Square i wydana przez Nintendo. pierwsza gra z gatunku RPG w której bierze udział Mario.
Członkowie grupy to Mario, Mallow, Geno, Bowser, Peach.